# 逸仙公園

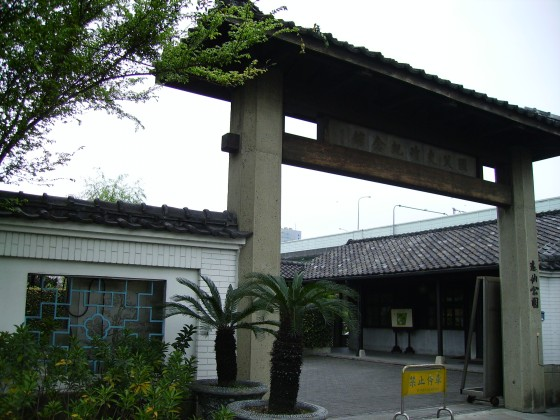
逸仙公園の入口。右門柱奥に見えるのは台北転運駅。

逸仙公園（いつせんこうえん）は台北駅の東側にある公園。官庁街であるこのエリアを歩いていると突如出現する、一風変わった立地の公園である。立地ゆえに訪れる人の少ない残念公園でもある。行政区域でいえば台北市中正区であり、住所表記は台北市の中山北路一段46号である。公園の名称は孫文の号、逸仙に由来する。孫文が台湾を訪れた際に宿泊した旅館「梅屋敷」の一部が保存されているために逸仙の名が採用されている（後述『国父史蹟館』節参照）。

## 公園の構成物件
公園の周囲は大陸風の壁に囲われているが、内側を伺うと日本家屋の屋根も見える。この家屋は現「国父史蹟館」であり、日本統治時代の割烹旅館「梅屋敷」の遺構である（後述「国父史蹟館」節参照）。
敷地面積は3,025平方メートルで、池のある中国風庭園に亭のある築山も設けられている。入口の門は中山北路に面して東側にある。
門を入ると生垣の壁が立ちはだかり庭園も日本家屋も見えない。壁の手前に国父銅像 (Statue of Dr.Sun Yat-sen) がたち、その両側に庭園への入口がある。入口を入ると回廊状になっており屋根が架けられているため日陰になっているが、その向こう側は庭園が開けており明るい。目の前には樹木が配され、また橋のかけられた池もあり、右手には国父史蹟館、左手、池の奥には築山と亭が見える。庭園は「中国の江南庭園式造景の概念」をベースとしている。亭（涼亭）には記念碑が配されており、その碑文には「匡復中華的起點（改行）重建民国的基地」とあり、さらに「蔣中正題（落款）」とある。1954年に蔣介石が置いたものである。

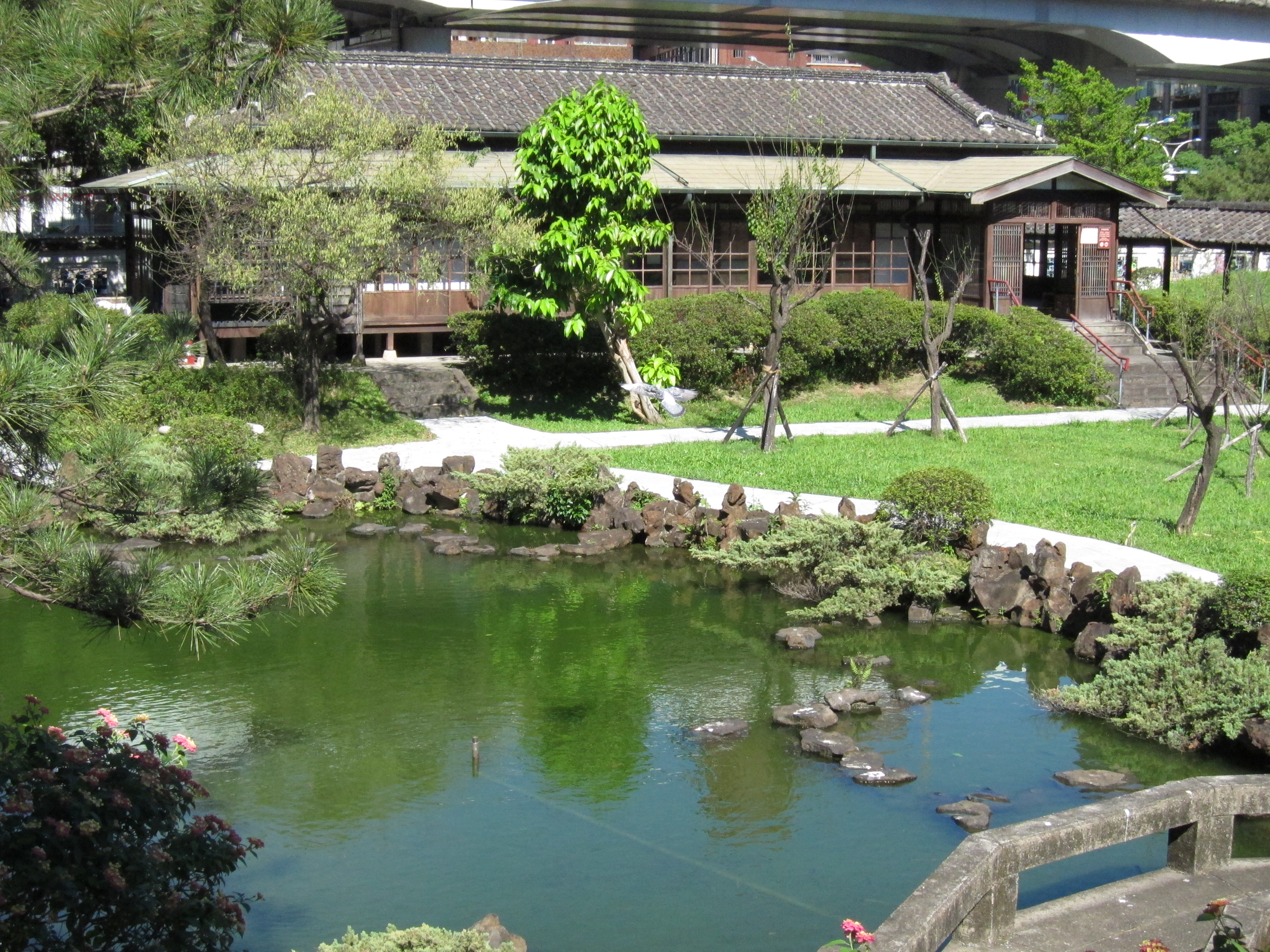
亭から見た国父史蹟館

## 国父史蹟館
公園の目玉、国父史蹟館の歴史は日本統治時代にさかのぼる。日本による台湾統治の時代、日本人の，大和宗吉はここ台北で梅屋敷という旅館を営んでいた，藤井なみと藤井登美惠が梅屋敷をオープン。孫文が1913年の台湾滞在中にも使った高級旅館である。国父史蹟館として残っているのは応接室として使われていた建物で、約50坪の長方形プランをもつ。建築年は1900年で、第二次世界大戦後の1946年には国父史蹟紀念館として転用された。当時は現在地より50メートルほど離れた位置にあった。元の位置は国父史蹟館の史料によれば南西にあったようであるが、別の書籍では北の方にあったとも記載されている。いずれの資料でも移築の原因は1983年の地下鉄工事のためという点では一致している。移築工事は1986年に完了、孫文の誕生日である11月12日に竣工の記念を祝った。1998年には台北市の歴史建築として指定された。また、文化資産保存法にのっとり2007年10月17日付け公示で国父史蹟館としてあらためて登録された

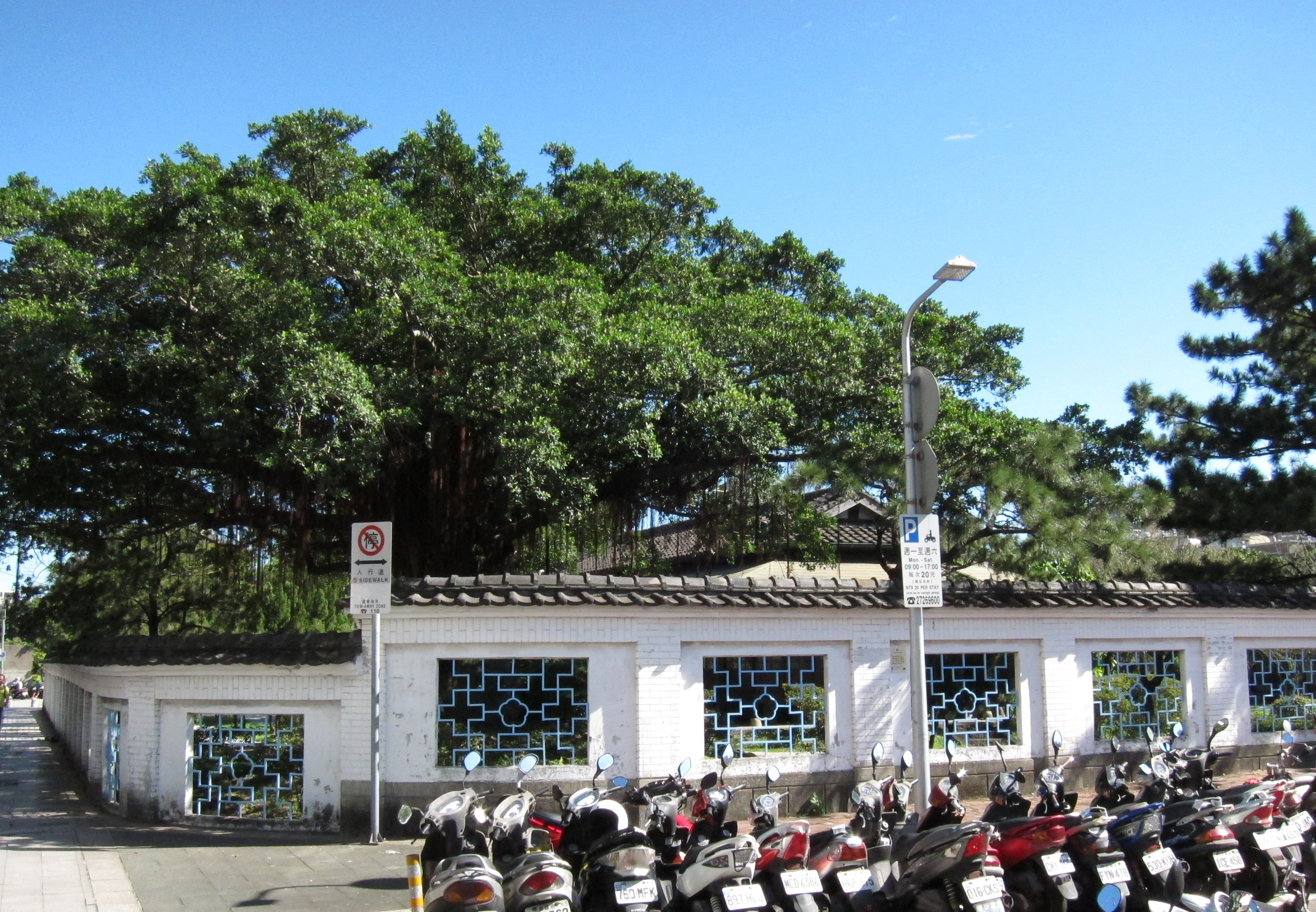
外壁と梅屋敷の屋根

瓦葺きの日本の旅館建築で、玄関から入ると広縁が中央の間の四周を囲い、窓ガラスから抜けてくる外光が屋内を照らす。ここはカーペットが敷かれており、上履きのサンダルに履き替えて入るように案内が掲示されている。広縁の南北から中央の二間へ入ることができ、ここは畳が敷かれている。天井は竿縁天井。欄間は外周向けと二間を隔てるものは差異があり、二間のあいだの欄間は手の込んだ彫刻が施された飾り欄間が用いられている。入ってすぐの間には、孫文がかつて梅屋敷旅館に滞在した折に使用した机や、サンフランシスコで使用していたデスクと椅子などが展示されている。床の間には孫文直筆の「博愛」としたためた書が額装され、かけられている。床板には国旗と孫文の胸像も置かれている。畳は上履きのサンダルで踏み荒らされて痛みがひどい。二間目には『中華民国臨時大総統誓詞』（1913年）、『三民主義自序』（1924年）、『国民政府建国大綱』（1924年）などが展示されている。